# Walisische Badmintonnationalmannschaft
Die walisische Badmintonnationalmannschaft repräsentiert Wales in internationalen Badmintonwettbewerben. Es gibt separate Nationalmannschaften für Junioren, Damen, Herren und gemischte Teams. Das Nationalteam repräsentiert die Welsh Badminton Cymru.

## Teilnahme an BWF-Wettbewerben
Sudirman Cup
| Jahr | Resultat                  |
| ---- | ------------------------- |
| 1993 | 29. – Gruppe 7            |
| 1995 | 28. – Gruppe 7            |
| 1997 | 26. – Gruppe 4            |
| 1999 | 23. – Gruppe 4 Aufstieg   |
| 2001 | 20. – Gruppe 3            |
| 2003 | 19. – Gruppe 3            |
| 2005 | 24. – Gruppe 3 Relegation |
| 2007 | 30. – Gruppe 4            |

## Badminton-Mannschaftseuropameisterschaften
Herrenteam
| Jahr | Resultat        |
| ---- | --------------- |
| 2006 | Gruppenphase    |
| 2008 | Viertelfinalist |
| 2010 | Gruppenphase    |
| 2014 | Gruppenphase    |
| 2020 | Gruppenphase    |

Damenteam
| Jahr | Resultat     |
| ---- | ------------ |
| 2006 | Gruppenphase |
| 2008 | Gruppenphase |
| 2010 | Gruppenphase |
| 2014 | Gruppenphase |
| 2020 | Gruppenphase |

Gemischtes Team
| Jahr | Resultat     |
| ---- | ------------ |
| 2009 | Gruppenphase |
| 2011 | Gruppenphase |
| 2013 | Gruppenphase |

## Commonwealth Games

### Gemischtes Team
| Jahr | Resultat     |
| ---- | ------------ |
| 1978 | Gruppenphase |
| 1986 | Gruppenphase |
| 1994 | Gruppenphase |
| 2002 | Gruppenphase |
| 2010 | Gruppenphase |
| 2014 | Gruppenphase |

## Badminton-Junioreneuropameisterschaften
Gemischtes Team
| Jahr | Resultat     |
| ---- | ------------ |
| 2009 | Gruppenphase |
| 2011 | Gruppenphase |
| 2013 | Gruppenphase |

## Nationalspieler
Herren
- Andrew Oates
- Andrew Jones
- Nic Strange
- Adam Stewart
- Mo Tsung Fong
- Victor Pang
- William Kitching
- Scott Oates

Damen
- Jordan Hart
- Jessica Ding
- Learna Herkes
- Jasmine Owen
- Aimie Whiteman
- Saffron Morris
- Alice Palmer
- Katie Whiteman